# Benedetta Mazzucchetti
Benedetta Mazzucchetti (Alessandria, 30 ottobre 1983) è una calciatrice italiana, di ruolo difensore, svincolata da luglio 2017.

## Palmarès

### Club
- Campionato italiano di Serie B: 1

Luserna: 2014-2015